# Bruno Soares
Bruno Fraga Soares (ur. 27 lutego 1982 w Belo Horizonte) – brazylijski tenisista specjalizujący się w grze podwójnej, reprezentant w Pucharze Davisa, mistrz Australian Open 2016, US Open 2016 i US Open 2020 w grze podwójnej oraz US Open 2012, US Open 2014 i Australian Open 2016 w grze mieszanej, olimpijczyk.

## Kariera tenisowa
Zawodowy tenisista w latach 2001–2022.
W grze pojedynczej nie odnosił większych sukcesów. Najwyżej w rankingu singlowym Soares był na 221. miejscu w marcu 2004 roku.
W rozgrywkach deblowych ma w dorobku 35 wygranych turniejów z cyklu ATP Tour, w tym wielkoszlemowe Australian Open i US Open z roku 2016 razem z Jamiem Murrayem oraz US Open z roku 2020 w parze z Matem Paviciem. Ponadto przegrał 34 finały, w tym finały US Open z 2013 i 2021 roku oraz French Open z 2020 roku. Najwyżej w klasyfikacji deblistów był na 2. pozycji w październiku 2016 roku.
W grze mieszanej Soares odniósł 3 triumfy – dwa na kortach US Open i jeden podczas Australian Open. Pierwsze zwycięstwo zanotował we wrześniu 2012 roku w Nowym Jorku, grając w parze z Jekatieriną Makarową. W finałowym pojedynku pokonali 6:7(8), 6:1, 12–10 Květę Peschke i Marcina Matkowskiego po obronieniu dwóch piłek meczowych. W 2013 roku osiągnął też finał Wimbledonu, w którym razem z Lisą Raymond przegrali 7:5, 2:6, 6:8 z parą Kristina Mladenovic–Daniel Nestor. W 2014 roku razem z Sania Mirza wygrali rozgrywki w Stanach Zjednoczonych, pokonując w meczu mistrzowskim 6:1, 2:6, 11–9 Abigail Spears i Santiago Gonzáleza. W sezonie 2016 wspólnie z Jeleną Wiesniną triumfowali w Melbourne, pokonując w finale Coco Vandeweghe i Horię Tecău 6:4, 4:6, 10–5.
Reprezentant Brazylii w Pucharze Davisa w latach 2005–2022. Rozegrał dla zespołu 22 pojedynki. W singlu zagrał 2 wygrane mecze, natomiast w deblu 20 spotkań, z których w 15 zwyciężył.
Soares dwukrotnie zagrał na igrzyskach olimpijskich, w Londynie (2012) i w Rio de Janeiro (2016) w zawodach deblowych razem z Marcelem Melo. W obydwu turniejach debel Melo–Soares osiągnął ćwierćfinał.

### Finały w turniejach ATP Tour
| Legenda                                      |
| -------------------------------------------- |
| Wielki Szlem                                 |
| Igrzyska olimpijskie                         |
| Tennis Masters Cup / ATP Finals              |
| ATP Masters Series / ATP Tour Masters 1000   |
| ATP International Series Gold / ATP Tour 500 |
| ATP International Series / ATP Tour 250      |

#### Gra podwójna (35–34)
| Końcowy wynik | Nr  | Data                 | Turniej                    | Nawierzchnia   | Partner            | Przeciwnicy                                | Wynik finału          |
| ------------- | --- | -------------------- | -------------------------- | -------------- | ------------------ | ------------------------------------------ | --------------------- |
| Zwycięzca     | 1.  | 22 czerwca 2008      | Nottingham                 | Trawiasta      | Kevin Ullyett      | Jeff Coetzee Jamie Murray                  | 6:2, 7:6(5)           |
| Finalista     | 1.  | 17 sierpnia 2008     | Waszyngton                 | Twarda         | Kevin Ullyett      | Marc Gicquel Robert Lindstedt              | 6:7(6), 3:6           |
| Finalista     | 2.  | 29 sierpnia 2009     | New Haven                  | Twarda         | Kevin Ullyett      | Julian Knowle Jürgen Melzer                | 4:6, 6:7(3)           |
| Zwycięzca     | 2.  | 25 października 2009 | Sztokholm                  | Twarda (hala)  | Kevin Ullyett      | Simon Aspelin Paul Hanley                  | 6:4, 7:6(4)           |
| Finalista     | 3.  | 16 stycznia 2010     | Auckland                   | Twarda         | Marcelo Melo       | Marcus Daniell Horia Tecău                 | 5:7, 4:6              |
| Zwycięzca     | 3.  | 22 maja 2010         | Nicea                      | Ceglana        | Marcelo Melo       | Rohan Bopanna Aisam-ul-Haq Qureshi         | 1:6, 6:3, 10–5        |
| Finalista     | 4.  | 1 sierpnia 2010      | Gstaad                     | Ceglana        | Marcelo Melo       | Johan Brunström Jarkko Nieminen            | 3:6, 7:6(4), 9–11     |
| Finalista     | 5.  | 26 września 2010     | Metz                       | Twarda (hala)  | Marcelo Melo       | Dustin Brown Rogier Wassen                 | 3:6, 3:6              |
| Zwycięzca     | 4.  | 6 lutego 2011        | Santiago                   | Ceglana        | Marcelo Melo       | Łukasz Kubot Oliver Marach                 | 6:3, 7:6(3)           |
| Zwycięzca     | 5.  | 12 lutego 2011       | Costa do Sauípe            | Ceglana        | Marcelo Melo       | Pablo Andújar Daniel Gimeno-Traver         | 7:6(4), 6:3           |
| Finalista     | 6.  | 26 lutego 2011       | Acapulco                   | Ceglana        | Marcelo Melo       | Victor Hănescu Horia Tecău                 | 1:6, 3:6              |
| Finalista     | 7.  | 17 kwietnia 2011     | Monte Carlo                | Ceglana        | Juan Ignacio Chela | Bob Bryan Mike Bryan                       | 3:6, 2:6              |
| Finalista     | 8.  | 23 października 2011 | Sztokholm                  | Twarda (hala)  | Marcelo Melo       | Rohan Bopanna Aisam-ul-Haq Qureshi         | 1:6, 3:6              |
| Zwycięzca     | 6.  | 19 lutego 2012       | Costa do Sauípe            | Ceglana (hala) | Eric Butorac       | Michal Mertiňák André Sá                   | 3:6, 6:4, 10–8        |
| Finalista     | 9.  | 15 lipca 2012        | Båstad                     | Ceglana        | Alexander Peya     | Robert Lindstedt Horia Tecău               | 3:6, 6:7(5)           |
| Zwycięzca     | 7.  | 30 września 2012     | Kuala Lumpur               | Twarda (hala)  | Alexander Peya     | Colin Fleming Ross Hutchins                | 5:7, 7:5, 10–7        |
| Zwycięzca     | 8.  | 7 października 2012  | Tokio                      | Twarda         | Alexander Peya     | Leander Paes Radek Štěpánek                | 6:3, 7:6(5)           |
| Zwycięzca     | 9.  | 21 października 2012 | Sztokholm                  | Twarda (hala)  | Marcelo Melo       | Robert Lindstedt Nenad Zimonjić            | 6:7(4), 7:5, 10–6     |
| Zwycięzca     | 10. | 27 października 2012 | Walencja                   | Twarda (hala)  | Alexander Peya     | David Marrero Fernando Verdasco            | 6:3, 6:2              |
| Zwycięzca     | 11. | 12 stycznia 2013     | Auckland                   | Twarda         | Colin Fleming      | Johan Brunström Frederik Nielsen           | 7:6(1), 7:6(2)        |
| Zwycięzca     | 12. | 17 lutego 2013       | São Paulo                  | Ceglana (hala) | Alexander Peya     | František Čermák Michal Mertiňák           | 6:7(5), 6:2, 10–7     |
| Zwycięzca     | 13. | 28 kwietnia 2013     | Barcelona                  | Ceglana        | Alexander Peya     | Robert Lindstedt Daniel Nestor             | 5:7, 7:6(7), 10–4     |
| Finalista     | 10. | 12 maja 2013         | Madryt                     | Ceglana        | Alexander Peya     | Bob Bryan Mike Bryan                       | 2:6, 3:6              |
| Finalista     | 11. | 16 czerwca 2013      | Londyn                     | Trawiasta      | Alexander Peya     | Bob Bryan Mike Bryan                       | 6:4, 5:7, 3–10        |
| Zwycięzca     | 14. | 22 czerwca 2013      | Eastbourne                 | Trawiasta      | Alexander Peya     | Colin Fleming Jonathan Marray              | 3:6, 6:3, 10–8        |
| Finalista     | 12. | 21 lipca 2013        | Hamburg                    | Ceglana        | Alexander Peya     | Mariusz Fyrstenberg Marcin Matkowski       | 6:3, 1:6, 8–10        |
| Zwycięzca     | 15. | 11 sierpnia 2013     | Montreal                   | Twarda         | Alexander Peya     | Colin Fleming Andy Murray                  | 6:4, 7:6(4)           |
| Finalista     | 13. | 8 września 2013      | US Open, Nowy Jork         | Twarda         | Alexander Peya     | Leander Paes Radek Štěpánek                | 1:6, 3:6              |
| Zwycięzca     | 16. | 27 października 2013 | Walencja                   | Twarda (hala)  | Alexander Peya     | Bob Bryan Mike Bryan                       | 7:6(3), 6:7(1), 13–11 |
| Finalista     | 14. | 3 listopada 2013     | Paryż                      | Twarda (hala)  | Alexander Peya     | Bob Bryan Mike Bryan                       | 3:6, 3:6              |
| Finalista     | 15. | 4 stycznia 2014      | Ad-Dauha                   | Twarda         | Alexander Peya     | Tomáš Berdych Jan Hájek                    | 2:6, 4:6              |
| Finalista     | 16. | 11 stycznia 2014     | Auckland                   | Twarda         | Alexander Peya     | Julian Knowle Marcelo Melo                 | 6:4, 3:6, 5–10        |
| Finalista     | 17. | 16 marca 2014        | Indian Wells               | Twarda         | Alexander Peya     | Bob Bryan Mike Bryan                       | 4:6, 3:6              |
| Zwycięzca     | 17. | 15 czerwca 2014      | Londyn                     | Trawiasta      | Alexander Peya     | Jamie Murray John Peers                    | 4:6, 7:6(4), 10–4     |
| Finalista     | 18. | 21 czerwca 2014      | Eastbourne                 | Trawiasta      | Alexander Peya     | Treat Huey Dominic Inglot                  | 5:7, 7:5, 8–10        |
| Finalista     | 19. | 20 lipca 2014        | Hamburg                    | Ceglana        | Alexander Peya     | Marin Draganja Florin Mergea               | 4:6, 5:7              |
| Zwycięzca     | 18. | 10 sierpnia 2014     | Toronto                    | Twarda         | Alexander Peya     | Ivan Dodig Marcelo Melo                    | 6:4, 6:3              |
| Zwycięzca     | 19. | 3 maja 2015          | Monachium                  | Ceglana        | Alexander Peya     | Alexander Zverev Mischa Zverev             | 4:6, 6:1, 10–5        |
| Finalista     | 20. | 14 czerwca 2015      | Stuttgart                  | Trawiasta      | Alexander Peya     | Rohan Bopanna Florin Mergea                | 7:5, 2:6, 7–10        |
| Zwycięzca     | 20. | 1 listopada 2015     | Bazylea                    | Twarda (hala)  | Alexander Peya     | Jamie Murray John Peers                    | 7:5, 7:5              |
| Zwycięzca     | 21. | 16 stycznia 2016     | Sydney                     | Twarda         | Jamie Murray       | Rohan Bopanna Florin Mergea                | 6:3, 7:6(6)           |
| Zwycięzca     | 22. | 30 stycznia 2016     | Australian Open, Melbourne | Twarda         | Jamie Murray       | Daniel Nestor Radek Štěpánek               | 2:6, 6:4, 7:5         |
| Finalista     | 21. | 18 kwietnia 2016     | Monte Carlo                | Ceglana        | Jamie Murray       | Pierre-Hugues Herbert Nicolas Mahut        | 6:4, 0:6, 6–10        |
| Finalista     | 22. | 31 lipca 2016        | Toronto                    | Twarda         | Jamie Murray       | Ivan Dodig Marcelo Melo                    | 4:6, 4:6              |
| Zwycięzca     | 23. | 10 września 2016     | US Open, Nowy Jork         | Twarda         | Jamie Murray       | Pablo Carreño-Busta Guillermo García-López | 6:2, 6:3              |
| Finalista     | 23. | 14 stycznia 2017     | Sydney                     | Twarda         | Jamie Murray       | Wesley Koolhof Matwé Middelkoop            | 3:6, 5:7              |
| Zwycięzca     | 24. | 5 marca 2017         | Acapulco                   | Twarda         | Jamie Murray       | John Isner Feliciano López                 | 6:3, 6:3              |
| Zwycięzca     | 25. | 18 czerwca 2017      | Stuttgart                  | Trawiasta      | Jamie Murray       | Oliver Marach Mate Pavić                   | 6:7(4), 7:5, 10–5     |
| Zwycięzca     | 26. | 25 czerwca 2017      | Londyn                     | Trawiasta      | Jamie Murray       | Julien Benneteau Édouard Roger-Vasselin    | 6:2, 6:3              |
| Finalista     | 24. | 20 sierpnia 2017     | Cincinnati                 | Twarda         | Jamie Murray       | Pierre-Hugues Herbert Nicolas Mahut        | 6:7(6), 4:6           |
| Finalista     | 25. | 8 października 2017  | Tokio                      | Twarda         | Jamie Murray       | Ben McLachlan Yasutaka Uchiyama            | 4:6, 6:7(1)           |
| Finalista     | 26. | 5 stycznia 2018      | Doha                       | Twarda         | Jamie Murray       | Oliver Marach Mate Pavić                   | 2:6, 6:7(6)           |
| Zwycięzca     | 27. | 3 marca 2018         | Acapulco                   | Twarda         | Jamie Murray       | Bob Bryan Mike Bryan                       | 7:6(4), 7:5           |
| Finalista     | 27. | 24 czerwca 2018      | Londyn                     | Trawiasta      | Jamie Murray       | Henri Kontinen John Peers                  | 4:6, 3:6              |
| Zwycięzca     | 28. | 5 sierpnia 2018      | Waszyngton                 | Twarda         | Jamie Murray       | Mike Bryan Édouard Roger-Vasselin          | 3:6, 6:3, 10–4        |
| Zwycięzca     | 29. | 19 sierpnia 2018     | Cincinnati                 | Twarda         | Jamie Murray       | Juan Sebastián Cabal Robert Farah          | 4:6, 6:3, 10–6        |
| Finalista     | 28. | 14 października 2018 | Szanghaj                   | Twarda         | Jamie Murray       | Łukasz Kubot Marcelo Melo                  | 4:6, 2:6              |
| Zwycięzca     | 30. | 12 stycznia 2019     | Sydney                     | Twarda         | Jamie Murray       | Juan Sebastián Cabal Robert Farah          | 6:4, 6:3              |
| Finalista     | 29. | 28 kwietnia 2019     | Barcelona                  | Ceglana        | Jamie Murray       | Juan Sebastián Cabal Robert Farah          | 4:6, 6:7(4)           |
| Zwycięzca     | 31. | 16 czerwca 2019      | Stuttgart                  | Trawiasta      | John Peers         | Rohan Bopanna Denis Shapovalov             | 7:5, 6:3              |
| Zwycięzca     | 32. | 13 października 2019 | Szanghaj                   | Twarda         | Mate Pavić         | Łukasz Kubot Marcelo Melo                  | 6:4, 6:2              |
| Finalista     | 30. | 20 października 2019 | Sztokholm                  | Twarda (hala)  | Mate Pavić         | Henri Kontinen Édouard Roger-Vasselin      | 4:6, 2:6              |
| Zwycięzca     | 33. | 10 września 2020     | US Open, Nowy Jork         | Twarda         | Mate Pavić         | Wesley Koolhof Nikola Mektić               | 7:5, 6:3              |
| Finalista     | 31. | 10 października 2020 | French Open, Paryż         | Ceglana        | Mate Pavić         | Kevin Krawietz Andreas Mies                | 3:6, 5:7              |
| Finalista     | 32. | 8 listopada 2020     | Paryż                      | Twarda (hala)  | Mate Pavić         | Félix Auger-Aliassime Hubert Hurkacz       | 7:6(3), 6:7(7), 2–10  |
| Zwycięzca     | 34. | 7 lutego 2021        | Melbourne                  | Twarda         | Jamie Murray       | Juan Sebastián Cabal Robert Farah          | 6:3, 7:6(7)           |
| Finalista     | 33. | 10 września 2021     | US Open, Nowy Jork         | Twarda         | Jamie Murray       | Rajeev Ram Joe Salisbury                   | 6:3, 2:6, 2:6         |
| Zwycięzca     | 35. | 31 października 2021 | Petersburg                 | Twarda (hala)  | Jamie Murray       | Andriej Gołubiew Hugo Nys                  | 6:3, 6:4              |
| Finalista     | 34. | 20 lutego 2022       | Rio de Janeiro             | Ceglana        | Jamie Murray       | Simone Bolelli Fabio Fognini               | 5:7, 7:6(2), 6–10     |

#### Gra mieszana (3–1)
| Końcowy wynik | Nr | Data             | Turniej                    | Nawierzchnia | Partnerka            | Przeciwnicy                       | Wynik finału       |
| ------------- | -- | ---------------- | -------------------------- | ------------ | -------------------- | --------------------------------- | ------------------ |
| Zwycięzca     | 1. | 6 września 2012  | US Open, Nowy Jork         | Twarda       | Jekatierina Makarowa | Květa Peschke Marcin Matkowski    | 6:7(8), 6:1, 12–10 |
| Finalista     | 1. | 7 lipca 2013     | Wimbledon, Londyn          | Trawiasta    | Lisa Raymond         | Kristina Mladenovic Daniel Nestor | 7:5, 2:6, 6:8      |
| Zwycięzca     | 2. | 5 września 2014  | US Open, Nowy Jork         | Twarda       | Sania Mirza          | Abigail Spears Santiago González  | 6:1, 2:6, 11–9     |
| Zwycięzca     | 3. | 31 stycznia 2016 | Australian Open, Melbourne | Twarda       | Jelena Wiesnina      | Coco Vandeweghe Horia Tecău       | 6:4, 4:6, 10–5     |